# Pakong (Modung)
Pakong is een bestuurslaag in het regentschap Bangkalan van de provincie Oost-Java, Indonesië. Pakong telt 4129 inwoners (volkstelling 2010).